# Melanolestes picipes
Melanolestes picipes är en insektsart som först beskrevs av Herrich-schaeffer 1848.  Melanolestes picipes ingår i släktet Melanolestes och familjen rovskinnbaggar. Inga underarter finns listade i Catalogue of Life.